# Ђиба
Ђиба (итал. Giba) је насеље у Италији у округу Карбонија-Иглезијас, региону Сардинија.
Према процени из 2011. у насељу је живело 1559 становника. Насеље се налази на надморској висини од 64 м.

## Становништво
| 1951. | 1961. | 1971. | 1981. | 1991. | 2001. | 2011. |
| ----- | ----- | ----- | ----- | ----- | ----- | ----- |
| 2.297 | 2.645 | 2.288 | 2.286 | 2.286 | 2.093 | 2.120 |